# Ошишани јеж
«Ошишани јеж» (с серб. — «Подстриженный ёж», после Второй мировой войны и до 1990 года — «Јеж» (с серб. — «Ёж»)) — югославский, а затем сербский юмористический и сатирический журнал.

## История
Журнал, изначально под названием «Ошишани јеж» и в виде газеты был основан 5 января 1935 года. В названии, придуманном в белградском кафе «Гинич» (сейчас там находится Дом молодёжи), содержался намёк на цензуру, которая заставляла удалять материалы, не нравившиеся властям. Одним из основателей газеты стал сербский журналист и карикатурист Драган Савич (1923—2009). После начала Второй мировой войны журнал временно прекратил издаваться, а после её окончания стал называться Јеж.
Среди сотрудников издания в разное время были писатель и драматург Бранислав Нушич, сатирик и афорист Радислав Раша Папеш, писатель и художник Зульфикар («Зуко») Джумхур, карикатурист и писатель Петар («Пьер») Крижанич (в честь которого названа премия «Пьер» за самую лучшую карикатуру) и другие.
В настоящее время выходит в Интернете под первоначальным названием. В издании работают самые известные сербские сатирики. Главный редактор — Душко Петрович, которому на фестивале «Сатира-фест 2011» был вручён специальный приз Сербского клуба афористов за продвижение и популяризацию сатиры.